# Bromargirita
La bromargirita es un mineral de la clase de los minerales haluros, y dentro de esta pertenece al llamado “grupo de la clorargirita”. Fue descubierta en 1859 en Plateros en el estado de Zacatecas (México), siendo nombrada así por su composición química de bromo y del griego argentum (plata). Sinónimos poco usados son: bromita, bromirita, bromyrita, "plata córnea amarilla melada" o "plata verde".

## Características químicas
Es un bromuro simple anhidro de plata. El grupo de la clorargirita al que pertenece son todos halogenuros de plata o cobre. Químicamente es similar a la argirita con bromo en vez de azufre.
Es dimorfo con la clorargirita (AgCl), con el que forma una serie de solución sólida, en la que la sustitución gradual del bromo por cloro va dando los distintos minerales de la serie.
Además de los elementos de su fórmula, suele llevar como impurezas: yodo y cloro.
Los cristales deformados mecánicamente se ha visto que son altamente birrefingentes con extinción lamelar u ondulada.

## Formación y yacimientos
Se encuentra como mineral secundario en la zona de oxidación de los depósitos de minerales de plata, notablemente en las regiones áridas.
Suele encontrarse asociado a otros minerales como: plata nativa, yodargirita, smithsonita y óxidos de hierro y manganeso.

## Usos
Es una mena de la valiosa plata y de bromo.